# 俞麟振
俞麟振，浙江省紹興府山陰縣人，清朝政治人物、同進士出身。
光緒六年（1880年），参加庚辰科殿試，登進士三甲第135名。同年五月，授知縣，著各以原班用。